# Aérodrome de Sauðárkrókur
L'aérodrome de Sauðárkrókur (code IATA : SAK • code OACI : BIKR) est un aéroport islandais desservant la ville de Sauðárkrókur, située sur la côte nord de l'île. 